# Skottsekund
| År                | 30 juni 23:59:60 UTC | 31 december 23:59:60 UTC |
| ----------------- | -------------------- | ------------------------ |
| 1972              | +1                   | +1                       |
| 1973              | 0                    | +1                       |
| 1974              | 0                    | +1                       |
| 1975              | 0                    | +1                       |
| 1976              | 0                    | +1                       |
| 1977              | 0                    | +1                       |
| 1978              | 0                    | +1                       |
| 1979              | 0                    | +1                       |
| 1980              | 0                    | 0                        |
| 1981              | +1                   | 0                        |
| 1982              | +1                   | 0                        |
| 1983              | +1                   | 0                        |
| 1984              | 0                    | 0                        |
| 1985              | +1                   | 0                        |
| 1986              | 0                    | 0                        |
| 1987              | 0                    | +1                       |
| 1988              | 0                    | 0                        |
| 1989              | 0                    | +1                       |
| 1990              | 0                    | +1                       |
| 1991              | 0                    | 0                        |
| 1992              | +1                   | 0                        |
| 1993              | +1                   | 0                        |
| 1994              | +1                   | 0                        |
| 1995              | 0                    | +1                       |
| 1996              | 0                    | 0                        |
| 1997              | +1                   | 0                        |
| 1998              | 0                    | +1                       |
| 1999              | 0                    | 0                        |
| 2000              | 0                    | 0                        |
| 2001              | 0                    | 0                        |
| 2002              | 0                    | 0                        |
| 2003              | 0                    | 0                        |
| 2004              | 0                    | 0                        |
| 2005              | 0                    | +1                       |
| 2006              | 0                    | 0                        |
| 2007              | 0                    | 0                        |
| 2008              | 0                    | +1                       |
| 2009              | 0                    | 0                        |
| 2010              | 0                    | 0                        |
| 2011              | 0                    | 0                        |
| 2012              | +1                   | 0                        |
| 2013              | 0                    | 0                        |
| 2014              | 0                    | 0                        |
| 2015              | +1                   | 0                        |
| 2016              | 0                    | +1                       |
| 2017              | 0                    | 0                        |
| 2018              | 0                    | 0                        |
| 2019              | 0                    | 0                        |
| 2020              | 0                    | 0                        |
| 2021              | 0                    | 0                        |
| 2022              | 0                    | 0                        |
| 2023              | 0                    |                          |
| År                | 30 juni 23:59:60 UTC | 31 december 23:59:60 UTC |
| Totalt            | 11                   | 16                       |
| Totalt            | 27                   |                          |
| Current TAI − UTC |                      |                          |
| 37                |                      |                          |

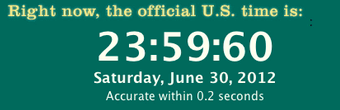
Skärmdump av UTC-klockan från time.gov under UTC-skottsekunden den 30 juni 2012 kl. 23:59:60.

En skottsekund är en extra sekund som skjuts in för att hålla tiden uppdaterad med jordens rotation, som är någon tusendels sekund längre än 24 timmar och dessutom en aning oregelbunden. Senaste skottsekund sköts in den 31 december 2016 UTC (1 januari 2017 00:59:60 svensk tid)..

## Bakgrund
I början av 1900-talet beräknades dygnets längd så exakt att jordens oregelbundna rotation började märkas. En sekund fastlades så att det gick 86400 (24×60×60) sekunder på ett dygn. Under 1990-talet gick det cirka 86400,002 sekunder på en jordrotation. Efter grovt räknat 500 dygn drog sig jorden därför 1 sekund mot en exakt klocka. Eftersom man inte vill ändra enheten sekund, som sedan 1967 definieras oberoende av jordrotationen, får man skjuta till sekunder i tideräkningen då och då. Efter år 2000 snabbades rotationen upp till runt 86400,0005 sekunder men minskade till 86400,001 sekunder 2010-talet, och färre skottsekunder behövs för närvarande. Flera faktorer påverkar jordens rotationshastighet, och orsaken till den tillfälligt snabbare rotationen är okänd. 
Skottsekunder missuppfattas ibland som att jordens rotationshastighet minskar med ca 1 sekund per år. Om hastigheten minskade så mycket skulle man behöva lägga in ett ständigt ökande antal skottsekunder varje år. Jorddygnet har bara förlängts med någon tusendels sekund på 100 år, och det är det faktum att rotationen är långsammare än vår definition av dygnet som kräver skottsekunder. Om jordrotationen är en tusendels sekund långsammare än definitionen av 86400 sekunder, innebär det att en klocka drar sig 0,365 sekunder på ett år i förhållande till jordrotationen.

## Slopande?
Skottsekunder kan orsaka problem i datorsystem som inte korrekt hanterar en extra sekund i vissa minuter. Problemet kan lösas antingen med system som inte tar för givet att alla minuter består av 60 sekunder eller genom att internt använda en tidsangivelse som saknar skottsekunder (t.ex. TAI eller GPS-tid). Eftersom det är besvär med att ha olika tidsskalor och det är besvär att ställa om system som följer den officiella tidsskalan, finns förslag att slopa skottsekundsystemet och låta astronomisk midnatt skilja sig från borgerlig midnatt. År 2100 skulle de i så fall skilja sig med runt 1–2 minuter, och år 3000 runt timmen (då kan man överväga en skott-timme för att inte tidszonerna skall fortsätta driva runt jorden). Framför allt USA har verkat för att slopa skottsekunder.